# Giovan Battista Brembati
Giovanni Battista Brembati, o  Giovan (Bergamo, 1509 – 4 luglio 1573), è stato un militare italiano.

## Biografia
Giovan Battista Brembati era figlio di Marco Coriolano (1487-1548) conte palatino, e Maddalena Gambara. Seguendo l'esempio paterno intraprese la carriera militare principalmente al servizio della Serenissima per la quale nel 1551 ricevette l'incarico, con Bonifacio Agliardi e Alberto Suardi, di accompagnare e scortare le milizie imperiali che provenienti dalla Val Camonica dovevano attraversare il territorio bergamasco fino a Milano.
Essendo però filospagnolo preferì proseguire la sua carriera militare al servizio degli spagnoli e nel 1556, con il grado di colonnello, partecipò alla battaglia contro i francesi agli ordini prima del duca Fadrique Alvarez d'Alba e poi del duca di Sessa fino alla pace di Cateau-Cambrésis. Una sua lettera inviata al vescovo Agostino Lippomano racconta la campagna in Piemonte del 1558.
Il suo amore per la cavalleria lo manifestò attraverso lo breve poema Milizia del mare  e altre brevi poesie che gli permisero di entrare nell' Accademia pavese degli Affidati. Malgrado le sue opere furono di scarso valore letterario fu preso in considerazione dai letterati del tempo: Pietro Aretino, Veronica Gambara, Vittoria Colonna e Ludovico Dolce. Girolamo Ruscelli gli dedicò una riedizione del Decameron del 1552 pubblicata a Venezia. Viene pubblicata una raccolta di alcune rime nell'Antologia dei fiori e delle rime de'poeti illustri.  Se le sue opere non ebbero sicuramente valore furono però un mezzo per rendere pubbliche le sue idee politiche e militare, esaltando la cavalleria e le vittorie militari spagnoli usando il linguaggio dei vincitori.

## La diatriba Brembati-Albani
Il Brembati rimase coinvolto nella più feroce faida famigliare della città orobica nel corso del XVI secolo, che ne condizionò la vita, e che lo obbligò a vivere in esilio fino alla sua morte.
Il contrasto aveva origini lontane, agli inizi del XVI secolo, e per motivi forse dimenticati, esplose però per una ricerca di prestigio e favori che le famiglie Albani e Brembati avevano presso la repubblica veneta per i primi e gli spagnoli i secondi. In particolare la diatriba coinvolse Giovanni Gerolamo Albani che oltre ad essere amico intimo del papa Pio V era generale dell'esercito veneto di terra, e il Brembati che era sostenuto dal governatore milanese e dalla corte spagnola.

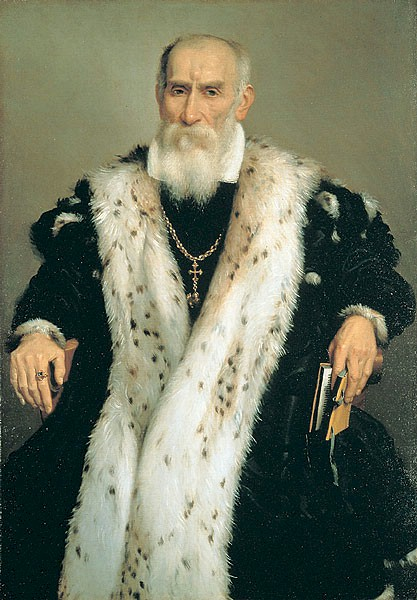
Ritratto di Giovanni Gerolamo Albani-Giovan Battista Moroni

Un fatto era già avvenuto agli inizi del XVI secolo, quando Antonio Albani, ricco mercante, aveva chiesto al conte Brembati di ufficializzare la paternità dei suoi due figli nati fuori del matrimonio, facendo perdere così il diritto di eredità ai due nipoti naturali, figli del fratello. Quando Antonio Albani morì avvelenato, fu accusata la moglie di un nipote che processata a Venezia fu ritenuta estranea ai fatti.  
Il matrimonio di Magdalena Albani e Francesco Ottaviano Brembati avvenuto nel 1535, non riuscì a rappacificare l'astio che si era creato tra le due famiglie.
La situazione non migliorò quando Giovanni Gerolamo Albani che era comandante di truppe di terra ferma, accusò il Brembati di aver fatto la spia agli spagnoli nel 1557: "servitii grandi che detto conte aveva fatto e facea in fare avisi", e che per questo favore avesse ricevuto il grado di colonnello. Ma la denuncia non fu accolta dalle autorità cittadine, che non la considerarono priva di fondamento. Questo non piacque all'Albani e a tutta la sua famiglia, in particolare al figlio Giovanni Francesco che nell'ottobre del 1560, con l'aiuto di Ottabiano Barcella e un certo Geronzio, tese un agguato al Brembati in porta san Giacomo, il quale riuscì a salvarsi grazie alla sua abilità di spadaccino, ma fece poi intervenire a suo favore il governatore di Milano Francesco Ferdinando d'Avalos, il quale chiese alle autorità veneziare di punire l'aggressore. Ne seguì un processo che vide l'Albani il 10 dicembre del medesimo anno, espulto dalla cittadina orobica per due anni, condanna che sembrò troppo mite, ma gli amministratori non potettero fare altrimenti essendo questi filo-veneziano.
Questa volta toccò ai Brembati tramare qualche cosa contro gli Albani, e nell'autunno del 1561 Giovan Battista preparò un agguato per assassinare il Gian Gerolamo a Venezia dove era al confino incaricando un certo Carlo Frasone quale esecutore. Ma il complotto fu scoperto, e il Brembati riuscì a scappare a Milano il 26 febbraio 1562. Riconosciuto colpevole al processo venne bandito dalla Serenissima in perpetuo con una taglia di tremila lire a chi l'avesse catturato: “pizzoli”, vivo o “fatta legittima fede dell’interfetione”.
Fu per il Brembati un esilio protetto ma con l'aumento della taglia a mille ducati sulla sua cattura, e una di mille pizzoli su chi avesse dato informazioni lo misero in allarme e chiese che il governatore di Milano gli aumentasse la protezione. raggiungendo un numero di ventiquattro soldati dedicati alla sua salvaguardia.
Ma mentre questi era a Milano, a Bergamo la situazione si aggravò, il podestà Marcantonio Morosini, riuscì ad ottenere un incontro tra i rappresentanti della famiglia in Piazza del Duomo, ma mentre Achille Brembati, fratello del Gian Battista era nella chiesa di Santa Maria Maggiore, alcuni sicari, mandati da Giovan Domenico Albani, figlio di Gian Gerolamo, lo assassinò a colpi di schioppo. Furono arrestati e mandati in esilio tutti i componenti della famiglia Albani, i sicari furono processati e uccisi, Gian Domenico condannato a morte in contumacia, a mai catturato. Questo grave fatto portò ad abbandonare la città orobica molti personaggi che erano vicini alla famiglia Albani.
Per il Brembati, le condanne non furono sufficienti; si ritenne che fosse una sua vendetta l'uccisione di un cugino degli Albani nel maggio del 1564, eseguito da un sicario pagato dai Brembati. I magistrati veneziani condannarono a morte il Gian Battista, ponendo una ulteriore taglia sul suo ritrovamento ma lui, rifugiato a Milano, era protetto e sicuro.
Fu nel 1572, quando la repubblica veneta si trovò a dover condonare la colpa a Gian Gerolamo Albani, nominato cardinale diventando tra i più influenti prelati della curia, a pensare di graziare anche il Brembati che dal 30 gennaio 1573 fu considerato libero da ogni condanna senza però poter mai più fare ritorno a Bergamo.